# Bâtiment situé 2 rue de la JNA à Pančevo
Le bâtiment situé 2 rue de la JNA à Pančevo (en serbe cyrillique : Зграда у Улици ЈНА 2 у Панчеву ; en serbe latin : Zgrada u Ulici JNA 2 u Pančevu) est situé à Pančevo, dans la province de Voïvodine et dans le district du Banat méridional, en Serbie. Il est inscrit sur la liste des monuments culturels de grande importance de la république de Serbie (identifiant no SK 1431).
La rue de la JNA porte aujourd'hui le nom de Radomira Putnika.

## Présentation

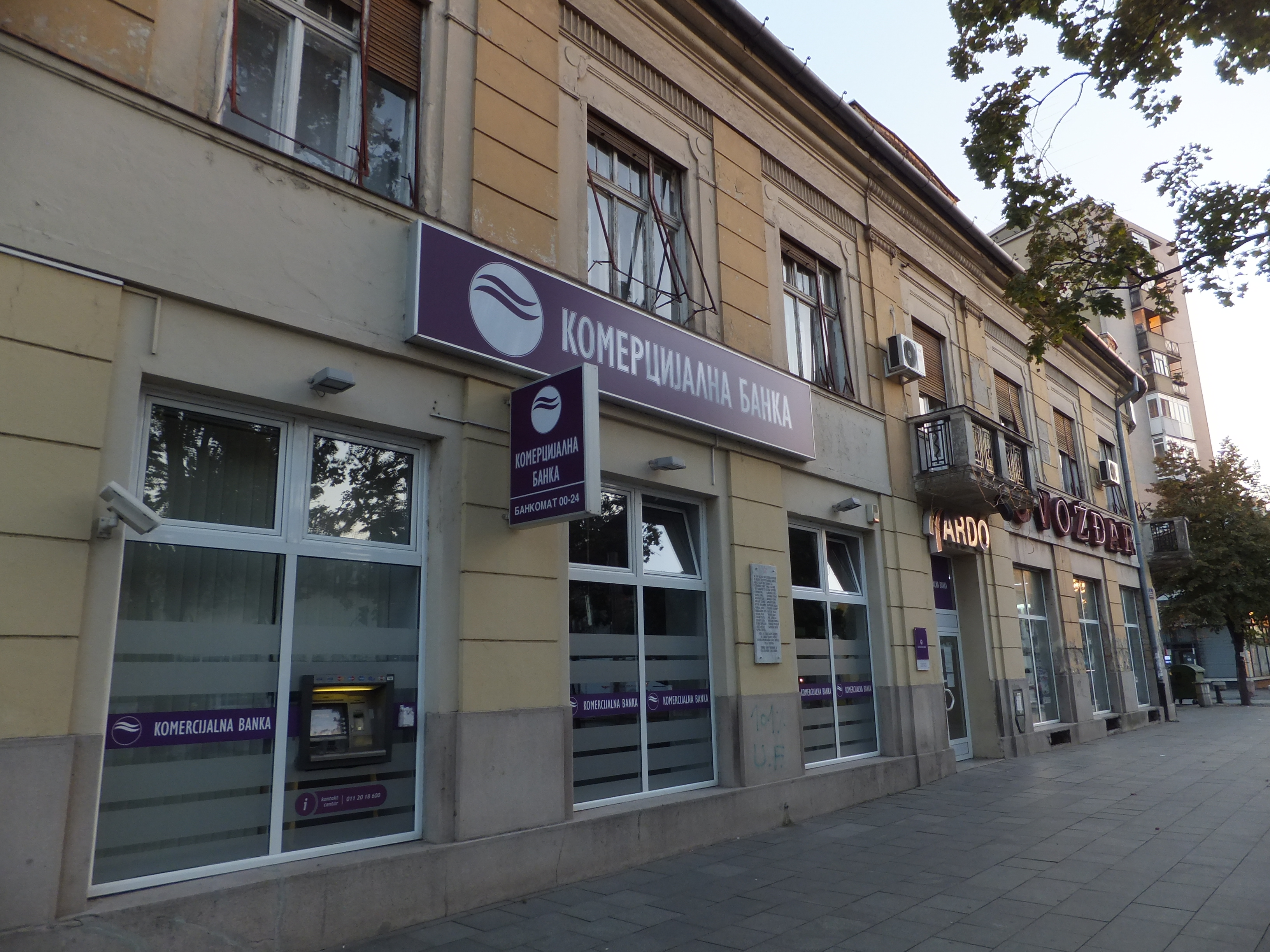
Autre vue du bâtiment

Le bâtiment, connu sous le nom de « maison du douanier » (Graničarska kuća), a été construite dans un style influencé par le baroque et constitue l'un des plus anciens bâtiments de Pančevo.
L'édifice, constitué d'un rez-de-chaussée et d'un étage, forme un angle ; le rez-de-chaussée est à fonction commerciale et l'étage à fonction résidentielle ; l'ensemble est surmonté d'un haut toit pointu. La façade principale est simple, sans décoration particulière ; l'étage y a conservé ses ouvertures d'origine tandis que le rez-de-chaussée a été totalement modifié pour y accueillir des commerces ; des pilastres encadrent le centre de cette façade et, de part et d'autre, se trouvent trois fenêtres. L'autre façade, plus étroite, est dotée d'un balcon central en fer forgé soutenu par des consoles ornées de motifs floraux ; le balcon est entouré par deux fenêtres de chaque côté. Sur les deux façades, un cordon peu profond sépare le rez-de-chaussée de l'étage.
Des travaux de restauration ont été effectués sur le bâtiment en 1996–2003.